# Don Goldie
Donald Elliott Goldfield, también conocido como Don Goldie y Billy Franklin (5 de febrero de 1930 - 19 de noviembre de 1995)  fue un trompetista de jazz estadounidense.

## Carrera
Nació en Newark, Nueva Jersey.  Su padre era el trompetista Harry Goldfield, que tocó con Paul Whiteman en las décadas de 1920 y 1930;  su madre era Claire St. Claire, concertista de piano y profesora de piano de George Gershwin. 
En su primera infancia comenzó a aprender piano y luego trompeta cuando tenía diez años. En 1948, a la edad de 18 años, comenzó a tocar en el Riviera Club de Greenwich Village con una banda liderada por Art Hodes y Willie "The Lion" Smith.  Tocó durante un breve tiempo en la banda de Louis Armstrong a mediados de los años cincuenta.  A finales de la década de 1950 tocó con Tony Parenti (1957) y Joe Mooney (1957), luego con Jack Teagarden (1959 a 1963).   En la década de 1960 lanzó varios álbumes, uno con el seudónimo de "Billy Franklin". En 1978 colaboró con el Sir Douglas Quintet. Otras asociaciones incluyen a Ralph Burns, Neal Hefti, Gene Krupa, Earl Hines y Buddy Rich. Se suicidó en Miami en 1995.  

## Discografía

### Como líder
- Brilliant!: the Trumpet of Don Goldie  (1961, Argo 4010)
- Trumpet Caliente (Argo, 1963)
- Trumpet Exodus (Verve, 1962)
- Mixed Bag (Jazz Forum, 1975)
- The Best of Lerner & Loewe (Jazz Forum, 1978)
- The Best of Richard Rodgers and Isham Jones (Jazz Forum, 1978)
- The Immortal Cole Porter (Jazz Forum, 1978)
- Don Goldie's Dangerous Jazz Band (Jazzology, 1988)

### Como acompañante
- Jackie Gleason, Romeo and Juliet (Capitol, 1969)
- Jackie Gleason, Come Saturday Morning (Capitol, 1970)
- Buddy Rich, Playtime (Argo, 1961)
- Buddy Rich, Burnin' Beat (Verve, 1962)
- Sylvia Syms, Torch Song (Columbia, 1960)
- Jack Teagarden, Mis'ry and the Blues (Verve, 1961)
- Jack Teagarden, Think Well of Me (Verve, 1962)
- Jack Teagarden, Live in Chicago 1960 & 1961 (Jazz Band, 1993)